# The Naked Truth (Golden Earring)
The Naked Truth is een akoestisch livealbum van Golden Earring uit november 1992.
Begin jaren negentig was het tv-muziekprogramma MTV Unplugged zeer populair. In de periode waarin de housemuziek de boventoon voerde, werd als reactie de popmuziek in een nieuw jasje gestoken, alsof het wiel opnieuw werd uitgevonden. Onder meer Neil Young, Paul McCartney, Eric Clapton, Bryan Adams, Mariah Carey, Rod Stewart en R.E.M. brachten 'unplugged', dus met de stekker eruit oftewel akoestisch, een overzicht van hun grootste hits. Rinus Gerritsen opperde in de zomer van 1992 het idee om dit voorbeeld te volgen. Zowel de andere bandleden als platenmaatschappij Sony stonden sceptisch tegenover dit plan. Golden Earring kreeg het groene licht zolang de kosten beperkt bleven. In ruil voor een televisiespecial was Veronica bereid een duit in het zakje te doen. In september 1992 werden opnamen gemaakt in Grand Café De Kroon aan het Rembrandtplein in Amsterdam voor de cd en video The Naked Truth. Het project sloeg niet in als een bom, maar in de loop van 1993 verspreidde het Naked Truth-virus zich als een lopend vuurtje en stond de plaat in de zomer van 1993 nog steeds in de top tien van de albumlijst – een ongekend succes voor Golden Earring. Toen aan het eind van dat jaar de balans werd opgemaakt, bleek The Naked Truth tot de vier bestverkochte cd's van 1993 te behoren. Binnen enkele jaren gingen er 450.000 exemplaren van over de toonbank. Alle in de voorgaande jaren gemaakte schulden werden in een keer afgelost en Golden Earring had voor jaren een eigen akoestisch theaterprogramma dat nog succesvoller was dan de 'elektrische' show. Het eerstvolgende reguliere album Face It is muzikaal sterk beïnvloed door het akoestische succes. In 1997 verscheen het vervolg Naked II en in het najaar van 2004 het derde deel.

## Nummers
1. Introduction (1.04)
2. Jangalene (2.46)
3. Another 45 Miles (3.52)
4. Mad Love's Comin' (7.30)
5. Why Do I (4.24)
6. I Can't Sleep Without You (3.27)
7. Weekend Love (2.40)
8. Vanilla Queen (4.46)
9. Twilight Zone (9.13)
10. One Shot Away From Paradise (3.59)
11. Long Blond Animal (5.22)
12. Pourin' My Heart Out Again (4.18)
13. Radar Love (7.43)
14. Eight Miles High (4.43)
15. The Naked Truth (4.20)

De uitgave op VHS  kent meer nummers, een andere volgorde en de tijdsduur per nummer is niet gegeven:
1. Back Home
2. Another 45 Miles
3. Mad Love's Comin'
4. Just a little bit of peac in my heart
5. Why Do I
6. Weekend love
7. Going to the run
8. Twilight Zone
9. I Can't Sleep Without You
10. Vanilla Queen
11. One Shot Away From Paradise
12. Pouring my heart out again
13. Long Blond Animal
14. Radar Love
15. Eight Miles High
16. The Naked Truth
17. Jangalene / Don't stop the show
18. When the lady smiles
19. I can't sleep without you (reprise)

## Hitnotering
| Hitnotering (week 1 t/m 5): 21-11-1992 t/m 19-12-1992 Hitnotering (week 6 t/m 72): 02-01-1993 t/m 16-04-1994 Hitnotering (week 73 t/m 82): 19-11-1994 t/m 28-01-1995 Hitnotering (week 83 t/m 87): 25-02-1995 t/m 25-03-1995 Hitnotering (week 88 t/m 113): 15-11-1997 t/m 16-05-1998 | Hitnotering (week 1 t/m 5): 21-11-1992 t/m 19-12-1992 Hitnotering (week 6 t/m 72): 02-01-1993 t/m 16-04-1994 Hitnotering (week 73 t/m 82): 19-11-1994 t/m 28-01-1995 Hitnotering (week 83 t/m 87): 25-02-1995 t/m 25-03-1995 Hitnotering (week 88 t/m 113): 15-11-1997 t/m 16-05-1998 | Hitnotering (week 1 t/m 5): 21-11-1992 t/m 19-12-1992 Hitnotering (week 6 t/m 72): 02-01-1993 t/m 16-04-1994 Hitnotering (week 73 t/m 82): 19-11-1994 t/m 28-01-1995 Hitnotering (week 83 t/m 87): 25-02-1995 t/m 25-03-1995 Hitnotering (week 88 t/m 113): 15-11-1997 t/m 16-05-1998 | Hitnotering (week 1 t/m 5): 21-11-1992 t/m 19-12-1992 Hitnotering (week 6 t/m 72): 02-01-1993 t/m 16-04-1994 Hitnotering (week 73 t/m 82): 19-11-1994 t/m 28-01-1995 Hitnotering (week 83 t/m 87): 25-02-1995 t/m 25-03-1995 Hitnotering (week 88 t/m 113): 15-11-1997 t/m 16-05-1998 | Hitnotering (week 1 t/m 5): 21-11-1992 t/m 19-12-1992 Hitnotering (week 6 t/m 72): 02-01-1993 t/m 16-04-1994 Hitnotering (week 73 t/m 82): 19-11-1994 t/m 28-01-1995 Hitnotering (week 83 t/m 87): 25-02-1995 t/m 25-03-1995 Hitnotering (week 88 t/m 113): 15-11-1997 t/m 16-05-1998 | Hitnotering (week 1 t/m 5): 21-11-1992 t/m 19-12-1992 Hitnotering (week 6 t/m 72): 02-01-1993 t/m 16-04-1994 Hitnotering (week 73 t/m 82): 19-11-1994 t/m 28-01-1995 Hitnotering (week 83 t/m 87): 25-02-1995 t/m 25-03-1995 Hitnotering (week 88 t/m 113): 15-11-1997 t/m 16-05-1998 | Hitnotering (week 1 t/m 5): 21-11-1992 t/m 19-12-1992 Hitnotering (week 6 t/m 72): 02-01-1993 t/m 16-04-1994 Hitnotering (week 73 t/m 82): 19-11-1994 t/m 28-01-1995 Hitnotering (week 83 t/m 87): 25-02-1995 t/m 25-03-1995 Hitnotering (week 88 t/m 113): 15-11-1997 t/m 16-05-1998 | Hitnotering (week 1 t/m 5): 21-11-1992 t/m 19-12-1992 Hitnotering (week 6 t/m 72): 02-01-1993 t/m 16-04-1994 Hitnotering (week 73 t/m 82): 19-11-1994 t/m 28-01-1995 Hitnotering (week 83 t/m 87): 25-02-1995 t/m 25-03-1995 Hitnotering (week 88 t/m 113): 15-11-1997 t/m 16-05-1998 | Hitnotering (week 1 t/m 5): 21-11-1992 t/m 19-12-1992 Hitnotering (week 6 t/m 72): 02-01-1993 t/m 16-04-1994 Hitnotering (week 73 t/m 82): 19-11-1994 t/m 28-01-1995 Hitnotering (week 83 t/m 87): 25-02-1995 t/m 25-03-1995 Hitnotering (week 88 t/m 113): 15-11-1997 t/m 16-05-1998 | Hitnotering (week 1 t/m 5): 21-11-1992 t/m 19-12-1992 Hitnotering (week 6 t/m 72): 02-01-1993 t/m 16-04-1994 Hitnotering (week 73 t/m 82): 19-11-1994 t/m 28-01-1995 Hitnotering (week 83 t/m 87): 25-02-1995 t/m 25-03-1995 Hitnotering (week 88 t/m 113): 15-11-1997 t/m 16-05-1998 | Hitnotering (week 1 t/m 5): 21-11-1992 t/m 19-12-1992 Hitnotering (week 6 t/m 72): 02-01-1993 t/m 16-04-1994 Hitnotering (week 73 t/m 82): 19-11-1994 t/m 28-01-1995 Hitnotering (week 83 t/m 87): 25-02-1995 t/m 25-03-1995 Hitnotering (week 88 t/m 113): 15-11-1997 t/m 16-05-1998 | Hitnotering (week 1 t/m 5): 21-11-1992 t/m 19-12-1992 Hitnotering (week 6 t/m 72): 02-01-1993 t/m 16-04-1994 Hitnotering (week 73 t/m 82): 19-11-1994 t/m 28-01-1995 Hitnotering (week 83 t/m 87): 25-02-1995 t/m 25-03-1995 Hitnotering (week 88 t/m 113): 15-11-1997 t/m 16-05-1998 | Hitnotering (week 1 t/m 5): 21-11-1992 t/m 19-12-1992 Hitnotering (week 6 t/m 72): 02-01-1993 t/m 16-04-1994 Hitnotering (week 73 t/m 82): 19-11-1994 t/m 28-01-1995 Hitnotering (week 83 t/m 87): 25-02-1995 t/m 25-03-1995 Hitnotering (week 88 t/m 113): 15-11-1997 t/m 16-05-1998 | Hitnotering (week 1 t/m 5): 21-11-1992 t/m 19-12-1992 Hitnotering (week 6 t/m 72): 02-01-1993 t/m 16-04-1994 Hitnotering (week 73 t/m 82): 19-11-1994 t/m 28-01-1995 Hitnotering (week 83 t/m 87): 25-02-1995 t/m 25-03-1995 Hitnotering (week 88 t/m 113): 15-11-1997 t/m 16-05-1998 | Hitnotering (week 1 t/m 5): 21-11-1992 t/m 19-12-1992 Hitnotering (week 6 t/m 72): 02-01-1993 t/m 16-04-1994 Hitnotering (week 73 t/m 82): 19-11-1994 t/m 28-01-1995 Hitnotering (week 83 t/m 87): 25-02-1995 t/m 25-03-1995 Hitnotering (week 88 t/m 113): 15-11-1997 t/m 16-05-1998 | Hitnotering (week 1 t/m 5): 21-11-1992 t/m 19-12-1992 Hitnotering (week 6 t/m 72): 02-01-1993 t/m 16-04-1994 Hitnotering (week 73 t/m 82): 19-11-1994 t/m 28-01-1995 Hitnotering (week 83 t/m 87): 25-02-1995 t/m 25-03-1995 Hitnotering (week 88 t/m 113): 15-11-1997 t/m 16-05-1998 | Hitnotering (week 1 t/m 5): 21-11-1992 t/m 19-12-1992 Hitnotering (week 6 t/m 72): 02-01-1993 t/m 16-04-1994 Hitnotering (week 73 t/m 82): 19-11-1994 t/m 28-01-1995 Hitnotering (week 83 t/m 87): 25-02-1995 t/m 25-03-1995 Hitnotering (week 88 t/m 113): 15-11-1997 t/m 16-05-1998 | Hitnotering (week 1 t/m 5): 21-11-1992 t/m 19-12-1992 Hitnotering (week 6 t/m 72): 02-01-1993 t/m 16-04-1994 Hitnotering (week 73 t/m 82): 19-11-1994 t/m 28-01-1995 Hitnotering (week 83 t/m 87): 25-02-1995 t/m 25-03-1995 Hitnotering (week 88 t/m 113): 15-11-1997 t/m 16-05-1998 | Hitnotering (week 1 t/m 5): 21-11-1992 t/m 19-12-1992 Hitnotering (week 6 t/m 72): 02-01-1993 t/m 16-04-1994 Hitnotering (week 73 t/m 82): 19-11-1994 t/m 28-01-1995 Hitnotering (week 83 t/m 87): 25-02-1995 t/m 25-03-1995 Hitnotering (week 88 t/m 113): 15-11-1997 t/m 16-05-1998 | Hitnotering (week 1 t/m 5): 21-11-1992 t/m 19-12-1992 Hitnotering (week 6 t/m 72): 02-01-1993 t/m 16-04-1994 Hitnotering (week 73 t/m 82): 19-11-1994 t/m 28-01-1995 Hitnotering (week 83 t/m 87): 25-02-1995 t/m 25-03-1995 Hitnotering (week 88 t/m 113): 15-11-1997 t/m 16-05-1998 | Hitnotering (week 1 t/m 5): 21-11-1992 t/m 19-12-1992 Hitnotering (week 6 t/m 72): 02-01-1993 t/m 16-04-1994 Hitnotering (week 73 t/m 82): 19-11-1994 t/m 28-01-1995 Hitnotering (week 83 t/m 87): 25-02-1995 t/m 25-03-1995 Hitnotering (week 88 t/m 113): 15-11-1997 t/m 16-05-1998 |
| Week | 1 | 2 | 3 | 4 | 5 | | 6 | 7 | 8 | 9 | 10 | 11 | 12 | 13 | 14 | 15 | 16 | 17 | 18 | 19 |
| --- | --- | --- | --- | --- | --- | --- | --- | --- | --- | --- | --- | --- | --- | --- | --- | --- | --- | --- | --- | --- |
| Positie | 69 | 32 | 20 | 13 | 12 | uit | 11 | 11 | 15 | 21 | 27 | 26 | 20 | 12 | 7 | 4 | 4 | 4 | 4 | 3 |
| Week: | 20 | 21 | 22 | 23 | 24 | 25 | 26 | 27 | 28 | 29 | 30 | 31 | 32 | 33 | 34 | 35 | 36 | 37 | 38 | 39 |
| Positie: | 3 | 2 | 3 | 4 | 6 | 7 | 10 | 13 | 17 | 13 | 16 | 11 | 7 | 6 | 8 | 10 | 13 | 11 | 10 | 10 |
| Week: | 40 | 41 | 42 | 43 | 44 | 45 | 46 | 47 | 48 | 49 | 50 | 51 | 52 | 53 | 54 | 55 | 56 | 57 | 58 | 59 |
| Positie: | 12 | 15 | 10 | 10 | 16 | 24 | 28 | 36 | 36 | 36 | 44 | 37 | 42 | 44 | 44 | 34 | 29 | 27 | 24 | 37 |
| Week: | 60 | 61 | 62 | 63 | 64 | 65 | 66 | 67 | 68 | 69 | 70 | 71 | 72 | | 73 | 74 | 75 | 76 | 77 | 78 |
| Positie: | 38 | 32 | 29 | 22 | 30 | 37 | 37 | 37 | 40 | 42 | 58 | 72 | 86 | uit | 98 | 78 | 70 | 61 | 68 | 70 |
| Week: | 79 | 80 | 81 | 82 | | 83 | 84 | 85 | 86 | 87 | | 88 | 89 | 90 | 91 | 92 | 93 | 94 | 95 | 96 |
| Positie: | 72 | 78 | 88 | 98 | uit | 98 | 91 | 83 | 80 | 95 | uit | 19 | 18 | 30 | 29 | 36 | 39 | 43 | 51 | 47 |
| Week: | 97 | 98 | 99 | 100 | 101 | 102 | 103 | 104 | 105 | 106 | 107 | 108 | 109 | 110 | 111 | 112 | 113 | | | |
| Positie: | 39 | 33 | 23 | 21 | 20 | 25 | 27 | 31 | 35 | 41 | 46 | 62 | 65 | 68 | 84 | 100 | 96 | uit | | |

Discografie